# 500 mil Indianapolis 1950
500 mil Indianapolis XXXIV Indianapolis International Motor Sweepstake byla třetím podnikem Mistrovství světa formule 1 a zároveň sedmým závodem formule 1 v roce 1950 a prvním závodem šampionátu AAA.
Závod se uskutečnil 30. května na okruhu ve staré cihelně v Indianapolis. 34 ročník závodu na 500 mil se netradičně konal v úterý, kam byl z důvodu deště v neděli i v pondělí přeložen. Také v den závodu se na trať spustil déšť a tak závod původně vypsaný na 200 kol, byl po 138 kolech ukončen a vítězem byl vyhlášen nováček Johnnie Parsons, který startoval z pátého místa. Pole positions si ve kvalifikaci zajistil Walt Faulkner, který v závodě získal sedmé místo.
Oficiální plakát

## Výsledky

### Závod
- 30. května 1950
- Závodní okruh v Indianapolis
- 138 kol x 4,023 km = 555,17 km
- 3. Grand Prix
- 1. vítězství pro Johnnie Parsona (« vyrovnaný rekord »)
- 1. vítězství pro Kurtis Kraft »
- 1. vítězství pro USA » (« vyrovnaný rekord »)
- 1. vítězství pro vůz se startovním číslem 1 » (« vyrovnaný rekord »)
- 1. vítězství z 5. místa na startu »

| Pozice | Č  | Jezdec                          | Vůz                      | Kolo         | Čas              | +/- | Pole | Body F1 | Body AAA    | Nej. kolo |
| ------ | -- | ------------------------------- | ------------------------ | ------------ | ---------------- | --- | ---- | ------- | ----------- | --------- |
| 1      | 1  | Johnnie Parsons                 | Kurtis 1000              | 138          | 2h46'55"97       | 5   | 5    | 8+1     | 690         | 1:09,770  |
| 2      | 3  | Bill Holland                    | Deidt Tuffanelli Derrico | 137          | à 1 kolo         | 8   | 10   | 6       | 552         |           |
| 3      | 31 | Mauri Rose                      | Deidt Tuffanelli Derrico | 137          | à 1 kolo         | 0   | 3    | 4       | 483         |           |
| 4      | 54 | Cecil Green                     | Kurtis Kraft 3000        | 137          | à 1 kolo         | 8   | 12   | 3       | 414         |           |
| 5      | 17 | Joie Chitwood Tony Bettenhausen | Kurtis Kraft 2000        | 136 (82, 54) | à 2 kola         | 3   | X 8  | 1       | 217,5 127,5 |           |
| 6      | 8  | Lee Wallard                     | Moore                    | 136          | à 2 kola         | 17  | 23   |         | 276         |           |
| 7      | 98 | Walt Faulkner                   | Kurtis 2000              | 135          | à 3 kola         | 7   | 1    |         | 207         |           |
| 8      | 5  | George Connor                   | Lesovsky                 | 135          | à 3 kola         | 4   | 4    |         | 172,5       |           |
| 9      | 7  | Paul Russo                      | Nichels                  | 135          | à 3 kola         | 10  | 19   |         | 138         |           |
| 10     | 59 | Pat Flaherty                    | Kurtis 3000              | 135          | à 3 kola         | 1   | 11   |         | 103,5       |           |
| 11     | 2  | Myron Fohr                      | Marchese                 | 133          | à 5 kol          | 5   | 16   |         | 69          |           |
| 12     | 18 | Duane Carter                    | Stevens (F1)             | 133          | à 5 kol          | 1   | 13   |         | 34,5        |           |
| 13     | 15 | Mack Hellings                   | Kurtis Kraft 2000        | 132          | à 6 kol          | 13  | 26   |         |             |           |
| 14     | 49 | Jack McGrath                    | Kurtis 3000              | 131          | à 7 kol          | 8   | 6    |         |             |           |
| 15     | 55 | Troy Ruttman                    | Lesovsky                 | 130          | à 8 kol          | 9   | 24   |         |             |           |
| 16     | 75 | Gene Hartley                    | Langley                  | 128          | à 10 kol         | 15  | 31   |         |             |           |
| 17     | 22 | Jimmy Davies                    | Ewing                    | 128          | à 10 kol         | 10  | 27   |         |             |           |
| 18     | 62 | Johnny McDowell                 | Kurtis 2000              | 128          | à 10 kol         | 15  | 33   |         |             |           |
| 19     | 4  | Walt Brown                      | Kurtis 2000              | 127          | à 11 kol         | 1   | 20   |         |             |           |
| 20     | 21 | Spider Webb                     | Maserati 8CTF            | 126          | à 12 kol         | 6   | 14   |         |             |           |
| 21     | 81 | Jerry Hoyt                      | Kurtis 2000              | 125          | à 13 kol         | 6   | 15   |         |             |           |
| 22     | 27 | Walt Ader                       | Rae                      | 123          | à 15 kol         | 7   | 29   |         |             |           |
| 23     | 77 | Jackie Holmes                   | Olson Special            | 123          | à 15 kol         | 7   | 30   |         |             |           |
| 24     | 76 | Jim Rathmann                    | Wetteroth                | 122          | à 16 kol         | 4   | 28   |         |             |           |
| 25     | 12 | Henry Banks Freddie Agabashian  | Maserati 8CTF            | 112 (71, 41) | à 26 kol         | 4   | 21 X |         |             |           |
| Pozice | Č  | Odstoupili                      | Vůz                      | Kolo         | Příčina          | +/- | Pole | Body    | Body        | Nej. kolo |
| Ret    | 67 | Bill Schindler                  | Snowberger               | 111          | Převodovka       | ?   | 22   |         |             |           |
| Ret    | 24 | Bayliss Levertt Bill Cantrell   | Adams (tým F1)           | 108 (105, 3) | Tlak oleje       | ?   | 17 X |         |             |           |
| Ret    | 28 | Freddie Agabashian              | Kurtis 3000              | 64           | Olejová trubička | ?   | 2    |         |             |           |
| Ret    | 61 | Jimmy Jackson                   | Kurtis 3000              | 52           | Převodovka       | ?   | 32   |         |             |           |
| Ret    | 23 | Sam Hanks                       | Kurtis 2000              | 42           | Tlak oleje       | ?   | 25   |         |             |           |
| Ret    | 14 | Tony Bettenhausen               | Deidt Tuffanelli Derrico | 30           | Převodovka       | ?   | 8    |         |             |           |
| Ret    | 45 | Dick Rathmann                   | A. J. Watson             | 25           | Motor            | ?   | 18   |         |             |           |
| Ret    | 69 | Duke Dinsmore                   | Kurtis 2000              | 10           | Olej             | ?   | 7    |         |             |           |

### Nekvalifikovali se
| Č                  | Jezdec           | Tým                   | Vůz               |
| Pomalý vůz         | Pomalý vůz       | Pomalý vůz            | Pomalý vůz        |
| ------------------ | ---------------- | --------------------- | ----------------- |
| 66                 | Cliff Griffith   | Sarafoff              | Miller Offy       |
| 26                 | George Fonder    | Ray Brady             | Deidt Sprk        |
| 63                 | Joe James        | Esmeralda             | Kurtis 2000 Offy  |
| 82                 | Joe James        | Bob Estes             | Weidel Mercry     |
| 79                 | Chuck Leighton   | Cantarano             | Wayne             |
| 85                 | Manuel Ayulo     | Coast Grain           | Maserati Offy     |
| Nekvalifikovali se |                  |                       |                   |
| 9                  | Andy Linden      | Bromme                | Bromme Offy       |
| 9                  | Bud Rose         | Bromme                | Bromme            |
| 10                 | Bill Vukovich    | I R C                 | Maserati Mas Sc   |
| 16                 | Ted Duncan       | Tuffy's Offy          | Kurtis 2000 Offy  |
| 16                 | Hal Cole         | Tuffy's Offy          | Kurtis 2000 Offy  |
| 19                 | Ralph Pratt      | Lutes Truck Parts     | Bardazon Offy     |
| 19                 | Kenny Eaton      | Lutes Truck Parts     | Bardazon Offy     |
| 25                 | Johnny Mauro     | Alfa Romeo            | Alfa Romeo A-R Sc |
| 29                 | Charles VanAcker | Redmer                | Stevens Offy      |
| 33                 | Joel Thorne      | Thorne Engineering    | Kurtis Sparks     |
| 34                 | Johnny Fedricks  | Kupiec                | Kupiec Offy       |
| 36                 | George Lynch     | Auto Shippers         | Snowberger Offy   |
| 38                 | Duke Nalon       | Novi Mobil            | Kurtis FD NoviSc  |
| 39                 | Danny Kladis     | Federal Engineering   | Maserati Mas Sc   |
| 41                 | Milt Fankhouser  | Karl Hall             | Stevens Offy      |
| 43                 | Chet Miller      | Novi Mobil            | Kurtis FD NoviSc  |
| 44                 | Bill Cantrell    | Bowes Seal Fast       | Kurtis OffySc     |
| 47                 | Ralph Pratt      | Gdula                 | Gdula Offy        |
| 51                 | Mark Light       | Glessner              | Stevens Offy      |
| 52                 | Dick Frazier     | Iddings               | Meyer Offy        |
| 52                 | Mark Light       | Iddings               | Meyer Offy        |
| 58                 | Billy DeVore     | Scopa                 | Scopa Offy        |
| 63                 | Bob Gregg        | Esmeralda             | Kurtis 2000 Offy  |
| 64                 | Bob Sweikert     | Carter                | Wetteroth Offy    |
| 65                 | Marvin Burke     | Offenhauser\Ross Page | Kurtis DurySc     |
| 65                 | Norm Houser      | Offenhauser\Ross Page | Kurtis DurySc     |
| 74                 | Carl Forberg     | Jewell                | Miller Offy       |
| 78                 | Cy Marshall      | Vulcan Tool           | R Miller R Mill   |
| 83                 | Al Miller        | Trainor Auto Parts    | MillerRE4D MillSc |
| 84                 | Mike Burch       | George Hoster, Inc    | Maserati Maser    |
| 85                 | Jim Rigsby       | Coast Grain           | Maserati Offy     |
| 87                 | Bill Vukovich    | R E C                 | Rounds RE Offy    |
| 99                 | Kenny Eaton      | Belanger              | Kurtis OffySc     |
| 99                 | Emil Andres      | Belanger              | Kurtis OffySc     |

### Stupně vítězů
| Jezdci - 1. podium pro Johnnie Parsonse (jediné podium) - 1. podium pro Billi Hollanda (jediné podium) - 1. podium pro Mauri Rose (jediné podium) | Vozy (rekord Alfa Romeo 4×) - 2. podium pro Deidt (jediné podium) - 1. podium pro Kurtis Kraft » | Státy (rekord Itálie 3×) - 3. podium pro Spojené státy » |

### Bodové umístění
V závorce body získane v této GP:
| Jezdci - 9 (9) bodů pro Johnnie Parsonse » - 6 (6) bodů pro Billi Hollanda (jediné body) - 4 (4) body pro Mauri Rose (jediné body) - 3 (3) body pro Cecil Green (jediné body) - 1 (1) body pro Joie Chitwood (jediné body) - 1 (1) body pro Tony Bettenhausen » | Vozy (rekord Alfa Romeo 28) - 14 (14) bodů pro Kurtis Kraft » - 10 (10) bodů pro Deidt (jediné body) | Státy - 24 (24) bodů pro Spojené státy » (nový rekord) |

### Nejrychlejší kolo
- Johnnie Parsons Kurtis 1000 1:09,770
- 1. nejrychlejší kolo pro Johnnie Parsona (« vyrovnaný rekord »)
- 1. nejrychlejší kolo pro Kurtis Kraft »
- 1. nejrychlejší kolo pro USA » (« vyrovnaný rekord »)
- 1. nejrychlejší kolo pro vůz se startovním číslem 1 » (« vyrovnaný rekord »)

### Vedení v závodě
- Johnny Parsons »  byl ve vedeni 115 kol (« nový rekord »)
- Mauri Rose byl ve vedeni 15 kol
- Bill Holland  byl ve vedeni 8 kol
- Kurtis Kraft »  byl ve vedení 115 kol
- Deidt  byl ve vedení 23 kol
- USA »  byla ve vedení 138 kol (« nový rekord »)

| Kola          | km        | Jezdec         | %    |
| ------------- | --------- | -------------- | ---- |
| 1-9 kolo      | 36.207 km | Mauri Rose     | 6,5% |
| 10-32 kolo    | 92,529 km | Johnny Parsons | 19%  |
| 33 kolo       | 4,023 km  | Mauri Rose     | 0,5% |
| 34 - 104 kolo | 281,61 km | Johnny Parsons | 50%  |
| 105–109 kolo  | 20,115 km | Mauri Rose     | 3,5% |
| 110–117 kolo  | 32.184 km | Bill Holland   | 5,5% |
| 118–138 kolo  | 80,46 km  | Johnny Parsons | 15%  |

| MR |  |  | Parsons |  | BH | Parsons |
| -- |  |  | ------- |  | -- | ------- |

### Postavení na startu
- Walt Faulkner 1:06,992 Kurtis 2000
- 1. Pole position pro Walt Faulkner (« vyrovnaný rekord »)
- 1. Pole position pro Kurtis Kraft »
- 1. Pole position pro USA » (« vyrovnaný rekord »)
- 1. Pole position pro vůz se startovním číslem 98 (« vyrovnaný rekord »)
- 1× první řadu získali Walt Faulkner , Freddie Agabashian » a Mauri Rose.
- 2× první řadu získala  Kurtis Kraft »
- 1× první řadu získalo Deidt
- 3× první řadu získala  USA » (« vyrovnaný rekord »)

| _______1_______ Walt Faulkner Kurtis Kraft 1:06,99  |  | _______2_______ Fred Agabashian Kurtis Kraft 1:07.774 |  | _______3_______ Mauri Rose Deidt 1:08.016              |
| _______4_______ George Connor Lesovsky 1:08.097     |  | _______5_______ Johnnie Parsons Kurtis Kraft 1:08.158 |  | _______6_______ Jack McGrath Kurtis Kraft 1:08.249     |
| _______7_______ Duke Dinsmore Kurtis Kraft 1:08.698 |  | _______8_______ Tony Bettenhausen Deidt 1:08.729      |  | _______9_______ Joie Chitwood Kurtis Kraft 1:08.829    |
| _______10_______ Bill Holland Deidt 1:08.974        |  | _______11_______ Pat Flaherty Kurtis Kraft 1:09.439   |  | _______12_______ Cecil Green Kurtis Kraft 1:07.714     |
| _______13_______ Duane Carter Stavens 1:08.354      |  | _______14_______ Spider Webb Maserati 1:09.364        |  | _______15_______ Jerry Hoyt Kurtis Kraft 1:09.486      |
| _______16_______ Myron Fohr Marchese 1:08.329       |  | _______17_______ Bayliss Levrett Adams 1:08.607       |  | _______18_______ Dick Rathmann A. J. Watson 1:08.739   |
| _______19_______ Paul Russo Nichels 1:08.812        |  | _______20_______ Walt Brown Kurtis Kraft 1:08.989     |  | _______21_______ Henry Banks Maserati 1:09.419         |
| _______22_______ Bill Schindler Snowberger 1:07.826 |  | _______23_______ Lee Wallard Moore (F1) 1:07.956      |  | _______24_______ Troy Ruttman Lesovsky 1:08.226        |
| _______25_______ Sam Hanks Kurtis Kraft 1:08.392    |  | _______26_______ Mack Hellings Kurtis Kraft 1:08.866  |  | _______27_______ Jimmy Davies Ewing 1:09.016           |
| _______28_______ Jim Rathmann Wetterotht 1:09.252   |  | _______29_______ Walt Ader Rae 1:09.262               |  | _______30_______ Jackie Holmes Olson 1:09.392          |
| _______31_______ Gene Hartley Langley 1:09.651      |  | _______32_______ Jimmy Jackson Kurtis Kraft 1:09.654  |  | _______33_______ Johnny McDowell Kurtis Kraft 1:09.394 |

## Zajímavosti
- Závod vypsán na 200 kol, ale z důvodu deště ukončen ve 138 kole.

| Pole position | Vítězství       | Nej. kolo       |
| USA           | USA             | USA             |
| Walt Faulkner | Johnnie Parsons | Johnnie Parsons |
| Kurtis 2000   | Kurtis 1000     | Kurtis 1000     |
| 4'27,97       | 2:46'55,97      | 1'09,77         |
| 216.185 km/h  | 199.544 km/h    | 207.579 km/h    |
| ------------- | --------------- | --------------- |

### Stav MS
- GP – body získané v této Grand Prix

| *  | Jezdec                | Body | GP | * | Vůz          | Body | GP | * | Stát           | Body | GP |
| -- | --------------------- | ---- | -- | - | ------------ | ---- | -- | - | -------------- | ---- | -- |
| 1  | Giuseppe Farina       | 9    |    | 1 | Alfa Romeo   | 28   |    | 1 | USA            | 24   | 24 |
| 2  | Juan Manuel Fangio    | 9    |    | 2 | Kurtis Kraft | 14   | 14 | 2 | Itálie         | 21   |    |
| 3  | Johnnie Parsons       | 9    | 9  | 3 | Deidt        | 10   | 10 | 3 | Argentina      | 9    |    |
| 4  | Luigi Fagioli         | 6    |    | 4 | Ferrari      | 9    |    | 4 | Francie        | 8    |    |
| 5  | Alberto Ascari        | 6    |    | 5 | Maserati     | 6    |    | 5 | Velká Británie | 4    |    |
| 6  | Bill Holland          | 6    | 6  | 6 | Talbot       | 5    |    | 6 | Monako         | 4    |    |
| 7  | Reg Parnel            | 4    |    |   |              |      |    | 7 | Thajsko        | 2    |    |
| 8  | Louis Chiron          | 4    |    |   |              |      |    |   |                |      |    |
| 9  | Mauri Rose            | 4    | 4  |   |              |      |    |   |                |      |    |
| 10 | Yves Giraud-Cabantous | 3    |    |   |              |      |    |   |                |      |    |
| 11 | Raymond Sommer        | 3    |    |   |              |      |    |   |                |      |    |
| 12 | Cecil Green           | 3    | 3  |   |              |      |    |   |                |      |    |
| 13 | Louis Rosier          | 2    |    |   |              |      |    |   |                |      |    |
| 14 | Princ Bira            | 2    |    |   |              |      |    |   |                |      |    |
| 15 | Joie Chitwood         | 1    | 1  |   |              |      |    |   |                |      |    |
| 16 | Tony Bettenhausen     | 1    | 1  |   |              |      |    |   |                |      |    |

### Stav šampionátu AAA
| Pozice | Jezdec            | Body  |
| ------ | ----------------- | ----- |
| 1      | Johnnie Parsons   | 690   |
| 2      | Bill Holland      | 552   |
| 3      | Mauri Rose        | 483   |
| 4      | Cecil Green       | 414   |
| 5      | Lee Wallard       | 276   |
| 6      | Joie Chitwood     | 217,5 |
| 7      | Walt Faulkner     | 207   |
| 8      | George Connor     | 172,5 |
| 9      | Paul Russo        | 138   |
| 10     | Tony Bettenhausen | 127,5 |
| 11     | Pat Flaherty      | 103,5 |
| 12     | Myron Fohr        | 69    |
| 13     | Duane Carter      | 34,5  |

| Předchozí GP: Grand Prix Monaka 1950          | Mistrovství světa Formule 1 1950 | Následující GP: Grand Prix Švýcarska 1950       |
| Předchozí ročník: 500 mil v Indianapolis 1949 | 500 mil v Indianapolis           | Následující ročník: 500 mil v Indianapolis 1951 |

| Předchozí závod: 100 mil Del Mar 1949         | Národní šampionát AAA 1950 | Následující závod: Rex Mays Classic 1950        |
| Předchozí ročník: 500 mil v Indianapolis 1949 | 500 mil v Indianapolis     | Následující ročník: 500 mil v Indianapolis 1951 |